# Marina Jurčenja
Marina Vladimirovna Jurčenja (in russo Марина Владимировна Юрченя?; Odessa, 9 novembre 1959) è un'ex nuotatrice sovietica, vincitrice della medaglia d'argento nei 200 metri rana alle Olimpiadi di Montréal 1976.

## Carriera
Si è allenata con Boris Zenov. Nel 1974, vinse una medaglia di bronzo ai Campionati Europei nella distanza dei 200 metri rana.
Nel 1975 divenne campionessa dell'URSS nella stessa distanza.
Nel 1976 divenne nuovamente campionessa dell'URSS in questa distanza e alle Olimpiadi di Montreal vinse poi la medaglia d'argento.